# 馬賽天文台

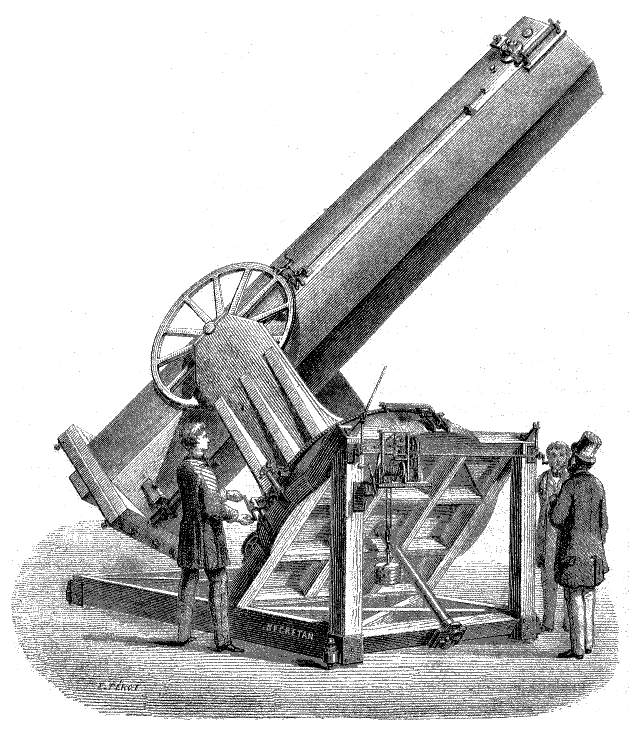
马赛天文台80厘米傅科望远镜的画图。

马赛天文台（英語： Marseille Observatory）是位于法国马赛附近的一家天文台。1877年，愛德華·史提芬在这里发现了一族重要的星系即史蒂芬五重星系。马赛天文台现由艾克斯-马赛大学和法国国家科学研究中心（CNRS）联合运营。
马赛天文台的旧设施是马赛地区著名的旅游目的地，并且2001年还增加了一个天象儀。 著名的展品之一是傅科(Focualt)玻璃镜望远镜，以及来自几个世纪以来的天文活动的各种物品。
傅科(Focualt)的望远镜是一个著名的历史例子，因为它是现代风格的大型反射式望远镜的先驱，该式反射镜在有图案的玻璃上使用了一层很薄的金属。 在此之前，主要技术是制造整个金属镜面，再过半个世纪的在银质玻璃镜面真正用于天文学之前。 20世纪的一个重大变化是从使用溶液在玻璃上涂银涂层转变为使用气相沉积工艺。
马赛天文台的选址远离马赛市区，然而由于马赛市区的扩展，目前它已经处于市区的边缘。